# Duesenberg Corporation
Duesenberg Corporation war ein US-amerikanischer Hersteller von Automobilen.

## Unternehmensgeschichte
Das Unternehmen wurde 1970 in Gardena in Kalifornien gegründet. Im gleichen Jahr begann die Produktion von Automobilen. Der Markenname lautete Duesenberg, in Anlehnung an die Vorkriegsmarke Duesenberg. Direktor war E. W. Rose. 1974 folgte der Umzug nach Inglewood, ebenfalls in Kalifornien. 1979 endete die Produktion. Laut einer Quelle entstanden insgesamt etwa 25 Fahrzeuge. Eine andere Quelle nennt 25 Fahrzeuge für 1976 und 15 für 1977.

## Fahrzeuge
Das einzige Modell war eine hochwertige Nachbildung des Duesenberg SSJ Speedster der 1930er Jahre als Roadster. Die Dimensionen wurden von einem Originalfahrzeug übernommen, das einst Gary Cooper gehörte. Ein Nutzfahrzeug-Fahrgestell von Dodge mit 3249 mm Radstand bildete die Basis. Darauf wurde eine offene Karosserie aus Aluminium und Stahl montiert. Ein V8-Motor von Chrysler trieb die Fahrzeuge an. Zur Wahl standen Versionen mit Vergaser und mit Aufladung. Als Motorleistung wurden 500 PS genannt, wobei eine Quelle meint, es seien tatsächlich wohl etwa 300 PS gewesen.